# Hanna Frosterus-Segerstråle
Hanna Frosterus-Segerstråle, née le 23 octobre 1867 à Helsingfors, dans le Grand-duché de Finlande, et morte le 9 avril 1946 à  Porvoo) est une artiste et écrivaine finlandaise. Elle est surtout connue pour ses peintures de la vie familiale et ses portraits.

## Biographie
De son nom de naissance Johanna Wilhelmina Frosterus, Hanna Frosterus-Segerstråle appartient à une famille finlandaise suédophone. 
Son frère Benjamin Frosterus deviendra géologue,,. 
Elle est une amie d'enfance de Nanny Lagerborg.
Elle commence à étudier l’art sous la direction de Maria Wiik à l'Académie des beaux-arts d'Helsinki de 1883 à 1887, puis à Paris à l’Académie Colarossi avec Gustave Courtois, Raphaël Collin et Pierre Puvis de Chavannes. 
Après être retournée en Finlande pour se marier avec un futur professeur de théologie, Albert Segerstråle, elle revient à Paris avec lui en 1889 et poursuit ses études d’art,  à l’Académie Julian en particulier.
Après son retour en Finlande, Hanna Frosterus-Segerstråle passe la plus grande partie de sa vie à  Porvoo et dans une maison de vacances de la famille, dans le village de Pernå. 
Le couple a huit enfants. Hanna Frosterus-Segerstråle continue cependant à peindre, soutenue par son mari et par sa mère, même si elle est isolée et ne prend  pas part à la vie sociale artistique.
Très croyante (ce qui a influencé son art), elle se consacre en revanche à de nombreuses activités de bienfaisance. 
Elle  travaille aussi à l’amélioration de la situation de la femme dans la société, s’intéressant particulièrement à la  compatibilité du travail et de la vie de famille. 
Elle écrit également des livres pour enfants, publiés sous des pseudonymes, "H.F." ou "-anna".

## Œuvres
Ses œuvres sont très bien reçues par les critiques et exposées dès 1886. 
En 1887, Hanna Frosterus reçoit le troisième prix à une prestigieuse exposition d’art annuelle à Helsinki, puis  le premier prix au cours des deux éditions suivantes. 
Elle  participe au Salon de Paris en 1888 et à  l’Exposition universelle de 1900. D’autres expositions de ses œuvres ont eu lieu en  1922, 1930, 1937, avec une rétrospective en 1947.
| |
| Deux peintures de Hanna Frosterus-Segerstråle : à gauche Lekande barn (Enfants jouant), à droite Méditation |

Sa peinture peut être classée en trois périodes. Elle  peint d'abord des scènes de l’intimité familiale, puis surtout à partir de 1892, des portraits. Après 1900, son œuvre artistique se focalise sur des thèmes religieux. Elle  utilise surtout le pastel, mais aussi occasionnellement d’autres techniques. Ses peintures les plus connues sont Méditation (1888) et En liten patient (« Un petit patient") (1889),.